# Чупавци
Чупавци (енгл. Critters) је амерички хорор комични филм из 1986. године, режисера и сценаристе Стивена Херека, са Ди Волас, Мајклом Еметом Волшом, Билијем Бушом и Скотом Грајмсом у главним улогама.
Иако је сценарио настао много раније, режисер и сценариста је добио прилику да сними филм тек након великог успеха Гремлина, који су изашли 2 године раније. Добио је претежно позитивне критике и на премијери у САД зарадио 13,6 милиона долара, од скоро 7 пута мањег буџета.
Изродио је франшизу коју укупно чине 4 филма, од чега је први наставак снимљен након 2 године, под насловом Чупавци 2: Главно јело. Прича се надовезује на овај филм и враћа се велики број ликова, који су преживели овај део.
Од познатих глумаца у споредним улогама се појављују: Лин Шеј која се касније прославила главном улогом у хорор серијалу Астрална подмуклост, Били Зејн, који се 10 година касније прославио улогом главног негативца у Титанику и Итан Филипс познат по улози у Звезданим стазама.

## Радња
Група малих крволочних ванземаљаца побегне из затвора и слети на Земљу. Док тероришу рурално насеље у Канзасу, два ловца на главе трагају за њима како би их уништили. Главни ликови су чланови породице Браун чије имање напада група Чупаваца.

## Улоге
| Глумац             | Улога              |
| ------------------ | ------------------ |
| Ди Волас           | Хелен Браун        |
| Били „Грин” Буш    | Џеј Браун          |
| М. Емет Волш       | шериф Харви        |
| Скот Грајмс        | Бред Браун         |
| Надин ван дер Волд | Ејприл Браун       |
| Лин Шеј            | Сали „Сал”         |
| Дон Кит Опер       | Чарли Мекфејден    |
| Били Зејн          | Стив Елиот         |
| Итан Филипс        | Џеф Барнс          |
| Теренс Ман         | Џони Стил/Аг       |
| Џереми Лоренс      | свештеник Милер/Ли |
| Кори Бартон        | глас Чупаваца      |
| Патрик Мекариви    | др Чупавац         |
| Мајкл Ли Гогин     | Ворден Занти       |